# Gaétan Lelièvre
Pour les articles homonymes, voir Lelièvre.
Gaétan Lelièvre est un homme politique québécois. 
Il a été député péquiste à l'Assemblée nationale du Québec. Il représente la circonscription de Gaspé de l'élection générale québécoise de 2012 à celle de 2018. Il a été ministre délégué aux Régions et ministre responsable de la région de la Gaspésie–Îles-de-la-Madeleine dans le gouvernement de Pauline Marois.

## Biographie
Gaétan Lelièvre entreprend des études de baccalauréat en géographie physique et humaine, option organisation de l'espace, à l'Université du Québec à Rimouski, en 1983. À cette université, il obtient un certificat en administration générale en 1989, un certificat en gestion des ressources humaines en 1992 et une maîtrise en développement régional en 2002.
De 1983 à 2001, il est directeur général de la municipalité régionale de comté (MRC) du Rocher-Percé. Il est ensuite directeur général du Centre local de développement (CLD) du Rocher-Percé de 1995 à 2001, de la Ville de Gaspé de 2001 à 2010, du CLD de La Côte-de-Gaspé de 2010 à 2012, puis de la MRC de La Côte-de-Gaspé de 2010 à 2012. De 2001 à 2009, il est directeur de l'aéroport régional de la Ville de Gaspé.
Il est membre de plusieurs comités et conseils d'administration pendant sa carrière. 

### Carrière politique
Gaétan Lelièvre est élu député du Parti québécois dans Gaspé en 2012. De septembre 2012 à avril 2014, il est ministre délégué aux Régions. Il est ensuite leader parlementaire adjoint de l'opposition officielle du 12 mai au 22 septembre 2016. Il siège comme indépendant à partir du 16 mai 2017. Il ne se représente pas en 2018.